# Anolis christophei
Espèce
Synonymes
- Chamaelinorops christophei (Williams, 1960)

Anolis christophei est une espèce de sauriens de la famille des Dactyloidae. 

## Répartition
Cette espèce est endémique d'Hispaniola. Elle se rencontre à Haïti et en République dominicaine.

## Étymologie
Cette espèce est nommée en référence au lieu de sa découverte : la citadelle du roi Christophe.

## Publication originale
- Williams, 1960 : Notes on Hispaniolan herpetology. 1. Anolis christophei, new species, from the Citadel of King Christophe, Haiti. Breviora, no 117, p. 1-7 (texte intégral).